# Liste der Baudenkmale in Dalberg-Wendelstorf
In der Liste der Baudenkmale in Dalberg-Wendelstorf sind alle denkmalgeschützten Bauten der mecklenburgischen Gemeinde Dalberg-Wendelstorf und ihrer Ortsteile aufgelistet. Grundlage ist die Veröffentlichung der Denkmalliste des Kreises Nordwestmecklenburg mit dem Stand vom 16. September 2020.

## Baudenkmale nach Ortsteilen

### Dalberg
| ID   | Lage           | Bezeichnung | Beschreibung | Bild |
| ---- | -------------- | ----------- | ------------ | ---- |
| 1638 | Hauptstraße 48 | Büdnerei    |              |      |

### Wendelstorf
| ID   | Lage                    | Bezeichnung | Beschreibung | Bild |
| ---- | ----------------------- | ----------- | ------------ | ---- |
| 1372 | Seefelder Weg 4 (Karte) | Bauernhof   |              |      |

## Ehemalige Denkmale

### Dalberg
| ID  | Lage                 | Bezeichnung | Beschreibung | Bild |
| --- | -------------------- | ----------- | ------------ | ---- |
| 167 | Quinkelweg 3 (Karte) | Büdnerei    |              |      |

### Wendelstorf
| ID   | Lage        | Bezeichnung | Beschreibung | Bild |
| ---- | ----------- | ----------- | ------------ | ---- |
| 1487 | Am Hof 7, 8 | Marstall    |              |      |

## Quelle
Denkmalliste des Landkreises Nordwestmecklenburg (Stand: 9. November 2023; PDF, 1,2 MByte)
- Karte mit allen Koordinaten:
- OSM |
- WikiMap